# Yves Jamiaque
Isaac Jedwab dit Yves Jamiaque, né le 30 janvier 1918 à Paris 5e et mort le 8 juin 1987  à Nice, est un écrivain, dramaturge, scénariste et metteur en scène français.

## Biographie
Yves Jamiaque suivit des études universitaires en sciences humaines et obtint une licence d'histoire.
Il a été président de la Société des auteurs et compositeurs dramatiques (SACD) de 1981 à 1983.
Il fut auteur-dramatique de nombreuses pièces de théâtre, jouées notamment au Théâtre de la Michodière, au Théâtre du Vieux-Colombier ou encore au Théâtre des Arts. Il mit en scène ses propres pièces de théâtre pour la télévision. Il scénarisa un certain nombre de films d'après ses propres œuvres ou celles d'auteurs célèbres.
Époux de Jeanne Mayer et divorcé de l'actrice Marguerite Magnin-Mingand, il est le père de l'auteure dramatique et romancière Laurence Jyl.

## Dramaturgie

### À la télévision
Dans l'émission culturelle de la télévision française Le Théâtre de la jeunesse des années 1960, Claude Santelli présentait des téléfilms inspirés d'œuvres classiques de la littérature, à destination première des adolescents mais d'une telle qualité qu'ils étaient plébiscités par les adultes également. Yves Jamiaque scénarisa plusieurs de ces "dramatiques" :
- 1961 : Don Quichotte, d'après Cervantès, réalisation Marcel Cravenne
- 1962 : Gargantua, réalisation Pierre Badel d'après Rabelais
- 1965 : Ésope d'Yves Jamiaque, réalisation Éric Le Hung, première diffusion : 19/06/1965
- 1968 : Ambroise Paré, (première partie) : Les Défaites, réalisation Éric Le Hung, première diffusion : 13 avril 1968
- 1968 : Ambroise Paré, (seconde partie) : Les Victoires, réalisation Jacques Trébouta, première diffusion : 16 avril 1968

Dans le cadre de l'émission Au théâtre ce soir, Yves Jamiaque mis en scène trois de ses propres pièces de théâtre :
- 1978 : Acapulco madame réalisé par Pierre Sabbagh
- 1979 : Monsieur Amilcar réalisé par Pierre Sabbagh
- 1980 : La Queue du diable réalisé par Pierre Sabbagh

Il fut également un auteur radiophonique, il anima des formations d’art radiophonique. Il donna à la radio un feuilleton radiophonique : L’Homme à la voiture rouge d'après le roman éponyme de Michel Averlant paru en 1961, feuilleton réalisé par Jean Maurel pour Radio Luxembourg. Il fut l’auteur de nombreux sketches pour l’émission Dimanche dans un fauteuil de Jean Chouquet sur France Inter.

### Au théâtre
- 1954 : Negro Spiritual d'Yves Jamiaque, mise en scène Marcel Lupovici, Théâtre des Noctambules
- 1954 : Habeas Corpus d'Yves Jamiaque, mise en scène Pierre Sonnier, Théâtre du Tertre
- 1956 : Les Lingots du Havre d'Yves Jamiaque, mise en scène Jean Lanier, Théâtre des Arts
- 1960 : Les Cochons d'Inde d'Yves Jamiaque, mise en scène d'Yves Jamiaque et Robert Postec, Théâtre du Vieux-Colombier
- 1961 : Arden de Feversham adaptation Yves Jamiaque, mise en scène Bernard Jenny, Théâtre du Vieux-Colombier
- 1962 : La Queue du Diable d'Yves Jamiaque, mise en scène Georges Vitaly, Théâtre La Bruyère
- 1965 : Don Quichotte d'Yves Jamiaque, mise en scène Jean-Paul Le Chanois, Théâtre des Célestins
- 1966 : Point H d'Yves Jamiaque, mise en scène Pierre Franck, Théâtre de l'Œuvre
- 1973 : Douchka, livret Yves Jamiaque, lyrics Charles Aznavour, musique Georges Garvarentz, Théâtre Mogador
- 1974 : Monsieur Amilcar d'Yves Jamiaque, mise en scène Jacques Charon, Théâtre des Bouffes-Parisiens
- 1976 : Acapulco Madame d'Yves Jamiaque, mise en scène Yves Gasc, Théâtre de la Michodière
- 1980 : L'Azalée d'Yves Jamiaque, mise en scène Michel Roux, Théâtre Marigny
- 1980 : La Mémoire courte d'Yves Jamiaque, mise en scène Jean-Luc Moreau, Théâtre de la Madeleine
- 1982 : Don Quichotte d'Yves Jamiaque, mise en scène Jean-Claude Sachot
- 1994 : Laisse parler ta mère ! d'Yves Jamiaque, mise en scène Annick Blancheteau, Théâtre Saint-Georges

## Scénariste
Scénariste principalement de téléfilms.
- 1962 : L'inspecteur Leclerc enquête (pour un des épisodes de la série télévisée)
- 1962 : Escale obligatoire de Jean Prat
- 1962 : La Planque de Raoul André (long-métrage)
- 1963 : Codine de Henri Colpi
- 1964 : Die Teufelsspur (La Queue du diable) de Fritz Umgelter
- 1964 : Assurance de mes sentiments les meilleurs de Marcel Bluwal
- 1965 : Ésope d'Éric Le Hung
- 1965 : La Queue du diable d'André Leroux
- 1965 : Les Jeunes Années de Joseph Drimal
- 1966 : En famille de Jean Vernier d'après l'œuvre d'Hector Malot
- 1966 : L'Écharpe d'Abder Isker
- 1967 : Signé alouette de Jean Vernier d'après l'œuvre de Pierre Véry
- 1967 : La Vie commence à minuit d'Yvan Jouannet
- 1969 : Der Punkt 'M' téléfilm allemand de Oswald Döpke
- 1970 : Le Cyborg ou Le Voyage vertical de Jacques Pierre
- 1972 : Les dossiers de Me Robineau: Les disparus de Senlis de Jean-Claude de Nesle
- 1972 : Les dossiers de Me Robineau: Les cagnards de Jean-Marie Coldefy
- 1972 : Les sous-locs de Jean-Paul Sassy
- 1972 : L'Argent par les fenêtres de Philippe Joulia
- 1972 : L'Obsédée sexuelle de Jean-Paul Sassy
- 1973 : Le Grand amour de Balzac (Wielka miłość Balzaka), série télévisée franco-polonaise, scénario d'Yves Jamiaque et Jerzy Stefan Stawinski, réalisateur Wojciech Solarz
- 1981 : La Mémoire courte de Georges Paumier
- 1983 : Léa de Wolfgang Spier
- 1987 : La Peau du rôle de Guy Jorré dans le cadre de la série télévisuelle Les Cinq Dernières Minutes
- 1987 : Maigret voyage de Jean-Paul Carrère dans le cadre de la série télévisuelle Les Enquêtes du commissaire Maigret

### Romans
- Le Grand Sire, Calmann-Lévy, 1963
- Un extravagant violoniste, Hachette, Bibliothèque verte no 390, 1969
- Une fusée percutante, Hachette, Bibliothèque verte no 378
- Yves Jamiaque et Michel Averlant, L'Homme à la voiture rouge, collection : La Chouette, éditions Ditis : 1961

### Pièces
- Les Cochons d’Inde, L’Avant-scène Fémina théâtre no 235, 1961
- Don Quichotte, L’Avant-scène théâtre no 335, 1965
- Point H, L’Avant-scène théâtre no 370, 1966
- Monsieur Amilcar, L’Avant-scène théâtre no 560, 1975
- Acapulco Madame, L’Avant-scène théâtre no 598, 1976
- L’Azalée, L’Avant-scène théâtre no 669, 1980